# Bhilai
Bhilai (en hindi: भिलाई) est une ville d'Inde ayant une population d'environ 753 837 habitants dans l'état du Chhattisgarh.

## Personnalités
- Anupama Bhagwat (1974-), joueuse de sitar indienne, est née à Bhilai.